# Jävenitz
Jävenitz è una frazione (Ortsteil) del comune tedesco di Gardelegen, situato nel circondario di Altmark Salzwedel, nel land della Sassonia-Anhalt.
Fino al 31 dicembre 2010 era un comune autonomo.
La prima menzione ufficiale risale al 1291. Quando nel 1871 venne inaugurata la linea ferroviaria Berlino-Lehrte Jävenitz acquistò di significatività perché vi venne costruita una stazione utilizzata anche dai reali per raggiungere la tenuta di caccia a Letzlingen, un'altra frazione di Gardelegen.